# Мухамедшин, Роман Олегович

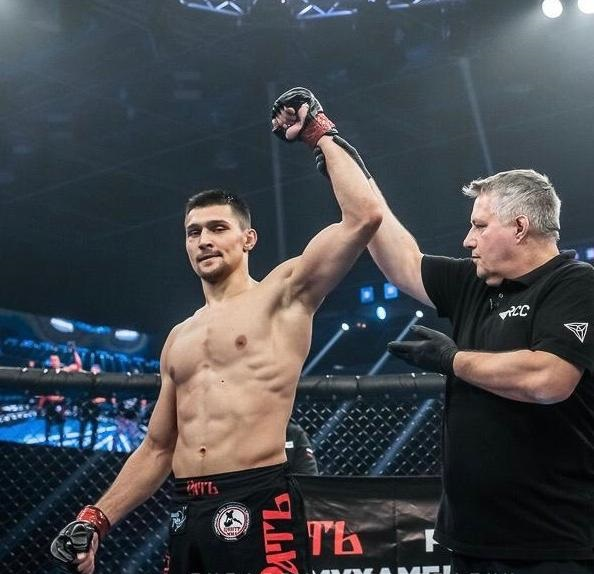
Мухамедшин Роман, RCC7 14.12.2019

Роман Олегович Мухамедшин (род. 9 декабря 1994 года г. Тюмень, Тюменская обл., Россия) — российский боец смешанных боевых искусств. 3-х кратный Чемпион Европы по спортивной борьбе (дисциплина Панкратион), Мастер Спорта России по смешанному боевому единоборству (ММА), мастер спорта международного класса по панкратиону.
Представитель полусредней весовой категории (до 77,1 кг.), профессиональный рекорд 11 боев, 9 побед. Профессиональные бои проводил в лигах Russian Cagefighting Championship, Fight Night, Ambitions Fighting Championship.
Участник бойцовского реалити-шоу «Твой путь в RCC»

## Биография
Роман Мухамедшин родился 9 декабря 1994 года в г. Тюмени. Детство и юношество Романа прошли на окраинном районе города (пос. Мелиораторов центрального р-на гор. Тюмени). Свой путь в единоборства Роман начал в 16 лет. Поначалу, тренироваться приходилось подручными средствами на спортивных площадках, в разных залах города, так как смешанные единоборства были слабо развиты в Тюмени. Но благодаря упорству и тяжелому труду, Роман смог уже в 17 лет добиться звания Мастера Спорта России по смешанному боевому единоборству (ММА). В 2016 году Мухаметшин выиграл чемпионат России по панкратиону. Дальше последовали достижения на международной арене любительских единоборств. Роман становился 3-х кратных чемпионом Европы по панкратиону. Благодаря большому опыту любительских соревнований, Роман довольно рано (в 18 лет) начал свою профессиональную карьеру в ММА. Понимая, насколько важны хорошие условия для тренировок, которых у самого Романа не было, он основал клуб единоборств «Центр ММА».
Сейчас Роман является профессиональным бойцом ММА (проф. рекорд 9:2), находится на 20-м месте в России и на 127-м месте в мире среди бойцов полусредней весовой категории по версии FightMatrix . Активно пропагандирует спорт путем проведения общегородских, областных и окружных мероприятий по единоборствам.